# ISO 3166-2:CI
ISO 3166-2:CI é a entrada para Costa do Marfim em ISO 3166-2, parte do padrão ISO 3166 publicado pela Organização Internacional para Padronização (ISO), que define códigos para os nomes das principais subdivisões (por exemplo, províncias ou estados) de todos os países codificados em ISO 3166-1.
Atualmente para Costa do Marfim, ISO 3166-2 códigos são definidos por 19 regiões.
Cada código é composto de duas partes, separadas por um hífen. A primeira parte é CI, o código ISO 3166-1 alfa-2 de Costa do Marfim, A segunda parte é de dois dígitos:
- 01-16: Regiões criadas em 1997
- 17-19: Regiões criadas em 2000

## Códigos atuais
Códigos ISO 3166 e nomes das subdivisões estão listadas como é o padrão oficial publicada pela Agência de Manutenção (ISO 3166/MA).
As colunas podem ser classificadas clicando nos respectivos botões.
| Código | Região             |
| ------ | ------------------ |
| CI-06  | Dix-Huit Montagnes |
| CI-16  | Agnéby             |
| CI-17  | Bafing             |
| CI-09  | Bas-Sassandra      |
| CI-10  | Denguélé           |
| CI-18  | Fromager           |
| CI-02  | Haut-Sassandra     |
| CI-07  | Lacs               |
| CI-01  | Lagunes            |
| CI-12  | Marahoué           |
| CI-19  | Moyen-Cavally      |
| CI-05  | Moyen-Comoé        |
| CI-11  | N'zi-Comoé         |
| CI-03  | Savanes            |
| CI-15  | Sud-Bandama        |
| CI-13  | Sud-Comoé          |
| CI-04  | Vallée du Bandama  |
| CI-14  | Worodougou         |
| CI-08  | Zanzan             |

## Mudanças
As seguintes alterações para a entrada foram anunciadas em boletins pela ISO 3166/MA desde a primeira publicação da ISO 3166-2, em 1998:
| Boletim | Data da publicação  | Descrição da alteração no boletim       | Mudanças de Código/Subdivisão                                            |
| ------- | ------------------- | --------------------------------------- | ------------------------------------------------------------------------ |
| I-8     | 17 de abril de 2007 | Modificação da estrutura administrativa | Subdivisões adicionadas: CI-17 Bafing CI-18 Fromager CI-19 Moyen-Cavally |